# Стеригма
Стеригма је испупчење на гранчици које остаје по опадању четине код неких четинара (Picea и Tsuga нпр.) и чини је “турпијастом”.